# アイスランドの滝

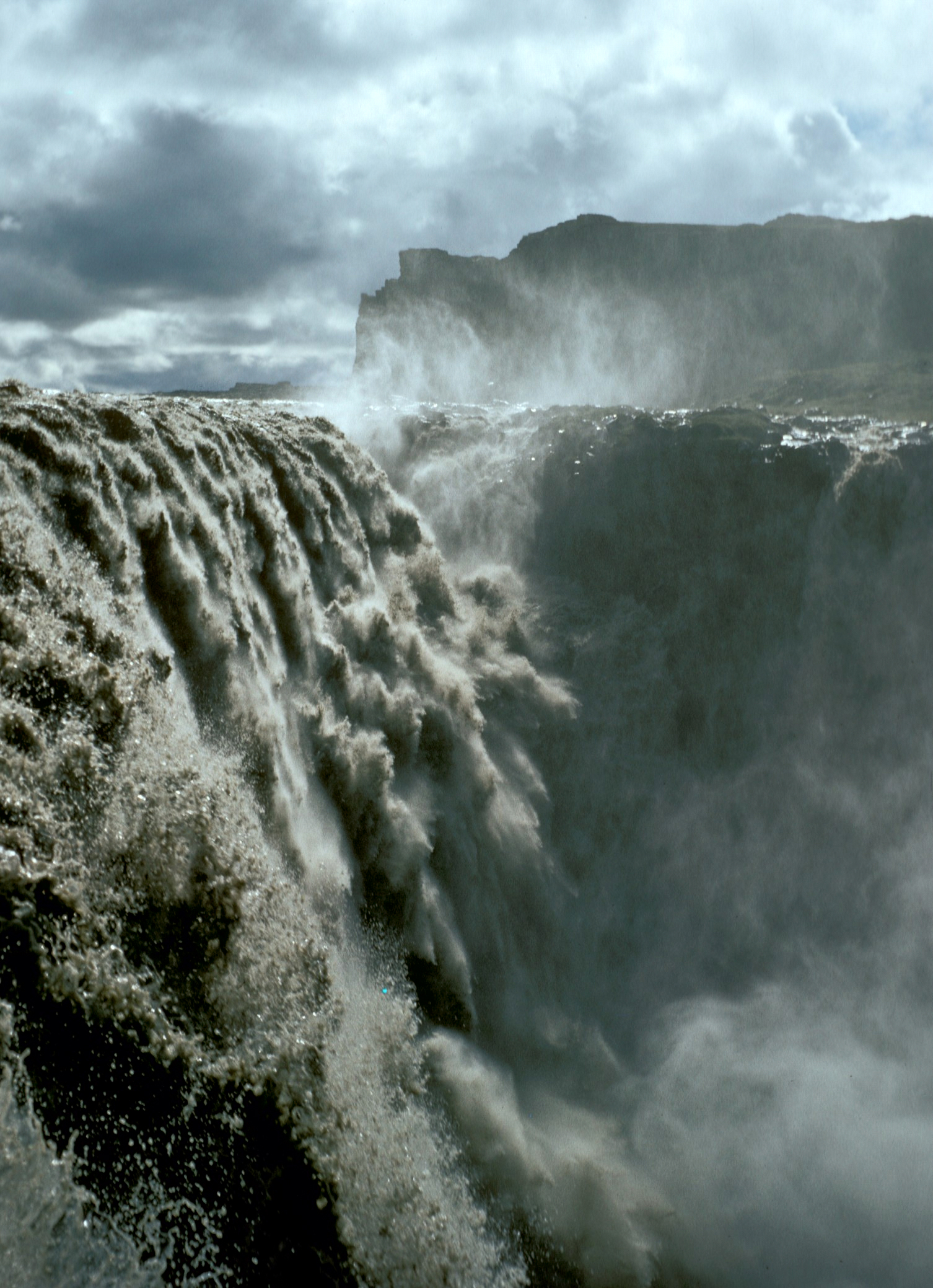
北部アイスランドのデティフォス。

アイスランドの滝（アイスランドのたき）では、アイスランド国土内に非常に多く存在している滝について述べる。
この小さな島国には、北大西洋の気候により多量の雨または雪がもたらされ、北極に近い場所には、夏になると溶け出し多くの川を生じさせる氷河を多量に生成する。この結果、数多くの大規模かつ力強い滝の本場となった。
アイスランド語で「滝」は一般に foss （IPA: /ˈfɔsː/; フォス）と表記される。
以下に一覧を挙げる。

## 北部

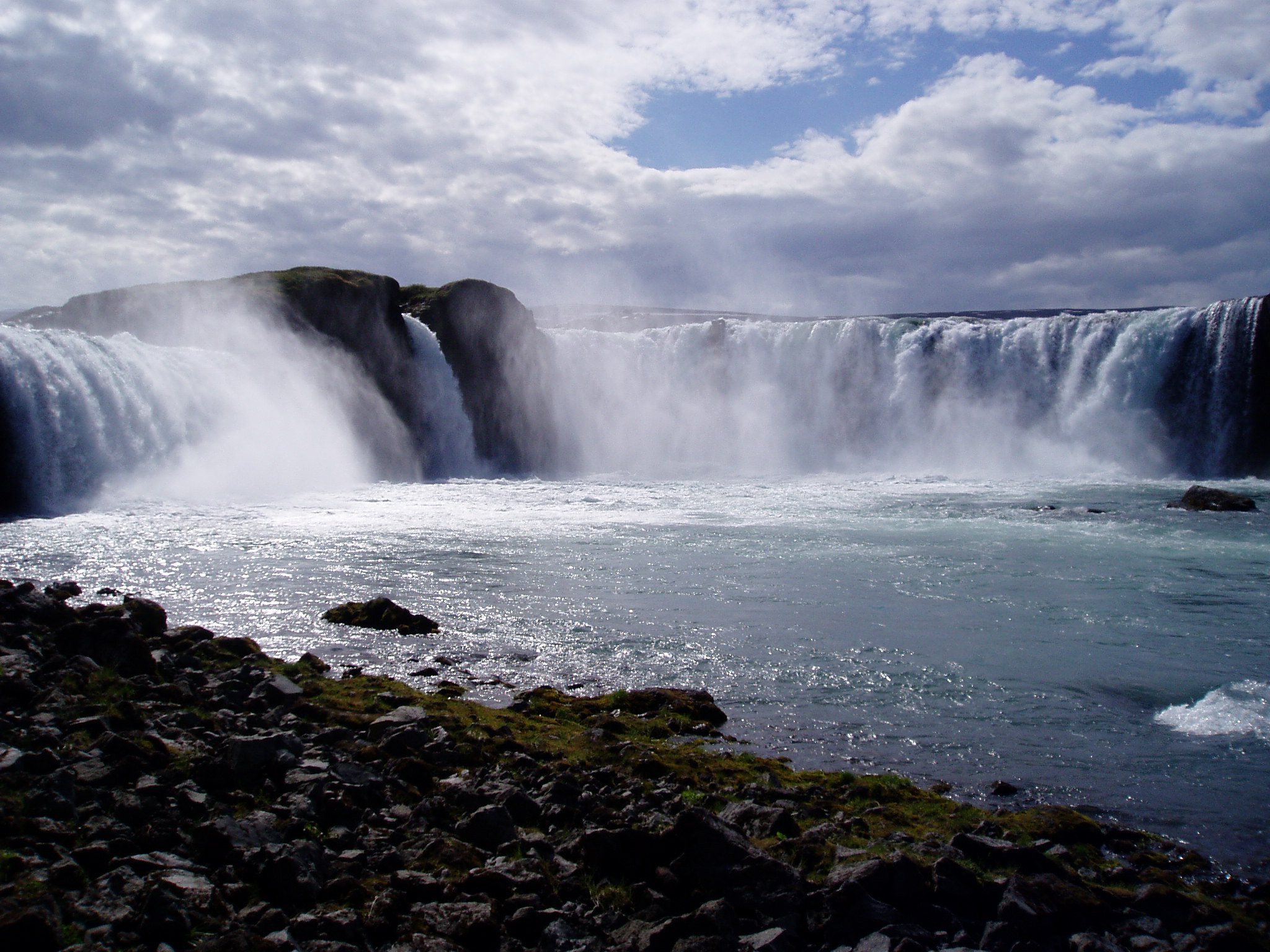
アイスランド北部のゴーザフォス。

- Aldeyjarfoss - アルドエイヤルフォス（アルデイヤルフォスとも）。北緯65度21分57.60秒 西経17度20分52.80秒 / 北緯65.3660000度 西経17.3480000度。
- Dettifoss - デティフォス。「落ちる滝」の意。北緯65度49分18.91秒 西経16度23分17.41秒 / 北緯65.8219194度 西経16.3881694度。毎秒700トンの水量で、ヨーロッパで最も壮大な滝とされる。
- Goðafoss - ゴーザフォス。「神の滝」の意。北緯65度40分48秒 西経17度32分24秒 / 北緯65.68000度 西経17.54000度。
- Hafragilsfoss - ハプラギルスフォス。北緯65度49分57秒 西経16度24分00秒 / 北緯65.83250度 西経16.40000度。
- Selfoss - セールフォス。北緯65度47分54秒 西経16度22分57秒 / 北緯65.79833度 西経16.38250度。

## 南部

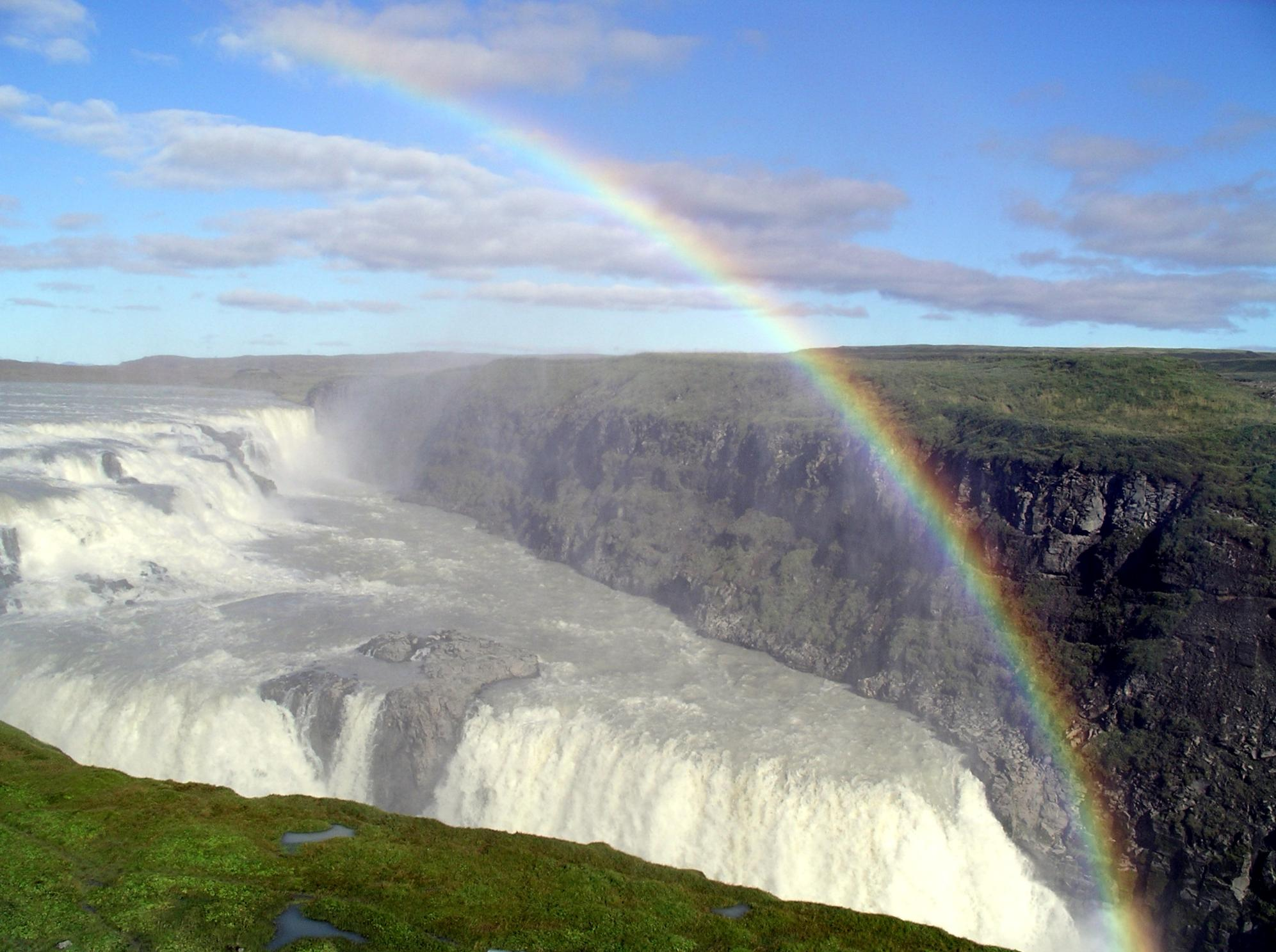
アイスランド南部のグトルフォス。

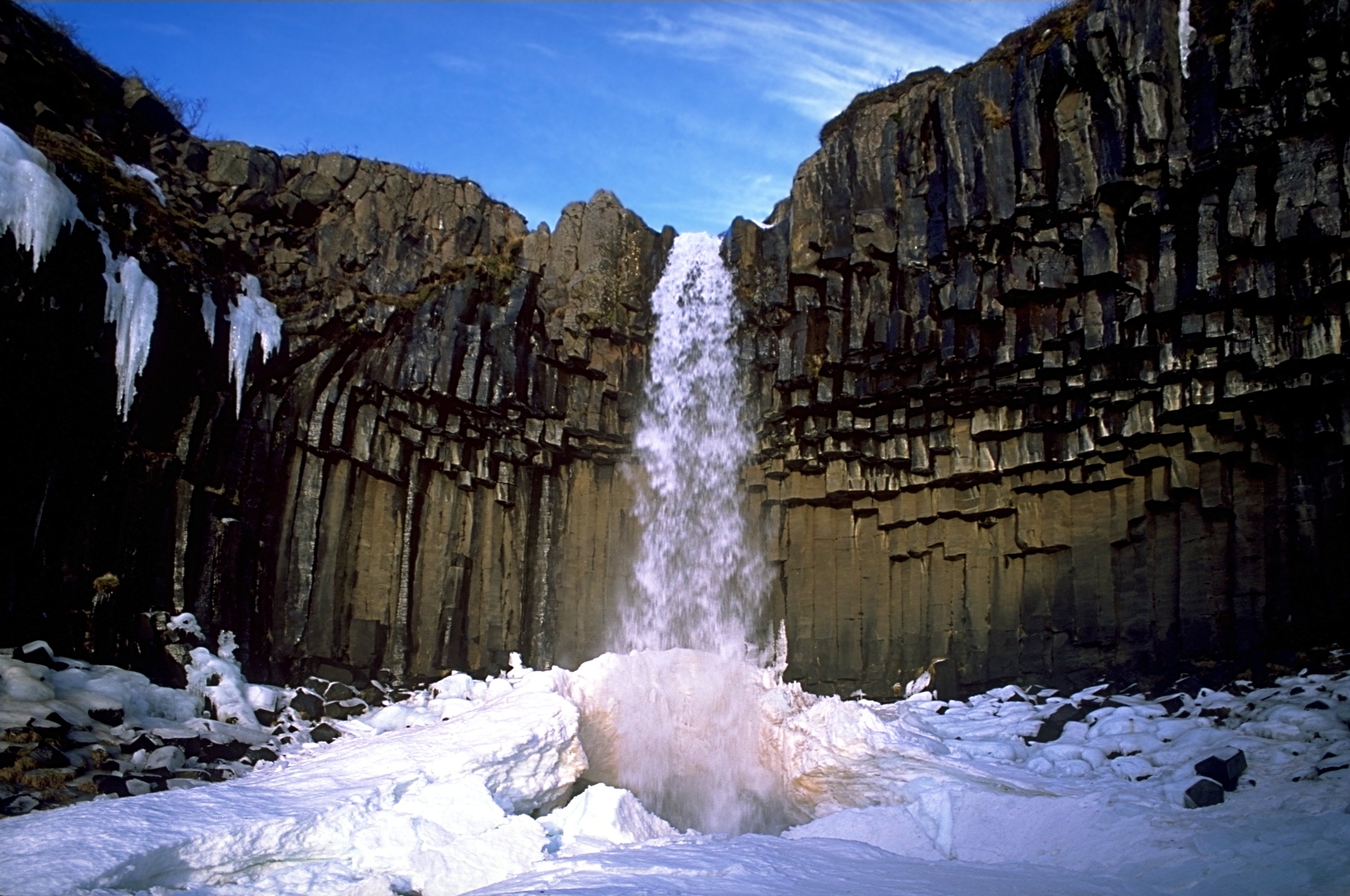
アイスランド南部のスヴァルティフォス。

- Faxi - ファクシ。ヴァスレイスフォス (Vatnsleysufoss) とも。北緯64度13分32秒 西経20度20分17秒 / 北緯64.2256度 西経20.3381度。トゥングフリョゥト (Tungufljót) 川にある。
- Gjáin - ギャゥイン。多くの小さな滝をもつ。
- Gullfoss - グトルフォス。「黄金の滝」の意。北緯64度19分34秒 西経20度07分16秒 / 北緯64.32611度 西経20.12111度。
- Háifoss - ハゥイフォス。「高い滝」の意。北緯64度12分28秒 西経19度41分09秒 / 北緯64.20778度 西経19.68583度。
- Hjálparfoss - ヒャゥルパルフォス。北緯64度6分18秒 西経19度50分13秒 / 北緯64.10500度 西経19.83694度。
- Ófærufoss - オゥファィルフォス。北緯63度57分40秒 西経18度37分04秒 / 北緯63.96111度 西経18.61778度。滝の上に備えた見事なナチュラル・アーチが有名であったが、アーチは1993年に崩落した。
- Seljalandsfoss - セリャランスフォス（セリャラントスフォスとも）。北緯63度36分57秒 西経19度59分34秒 / 北緯63.61583度 西経19.99278度。
- Skógafoss - スコゥガフォス。「森の滝」の意。北緯63度31分47秒 西経19度30分50秒 / 北緯63.52972度 西経19.51389度。
- Svartifoss - スヴァルティフォス。「黒い滝」の意。北緯64度01分23秒 西経16度58分30秒 / 北緯64.023度 西経16.975度。スカフタフェットル国立公園に数多くある滝の1つ。玄武岩列に囲まれ、美しい光景となっている。
- Systrafoss - シストラフォス（英語版）。キルキュバイヤルクロイストゥル(en)村にある。
- Fagrifoss  - フロイギュリフォス。キルキュバイヤルクロイストゥル(en)付近、ラーカギーガルに向かう途中にある。
- Þjófafoss - ショゥヴァフォス。北緯64度3分25秒 西経19度52分1秒 / 北緯64.05694度 西経19.86694度。
- Öxarárfoss - エクサールアゥルフォス。北緯64度15分59秒 西経21度07分18秒 / 北緯64.26639度 西経21.12167度。シンクヴェトリル国立公園内にある。

## 西部

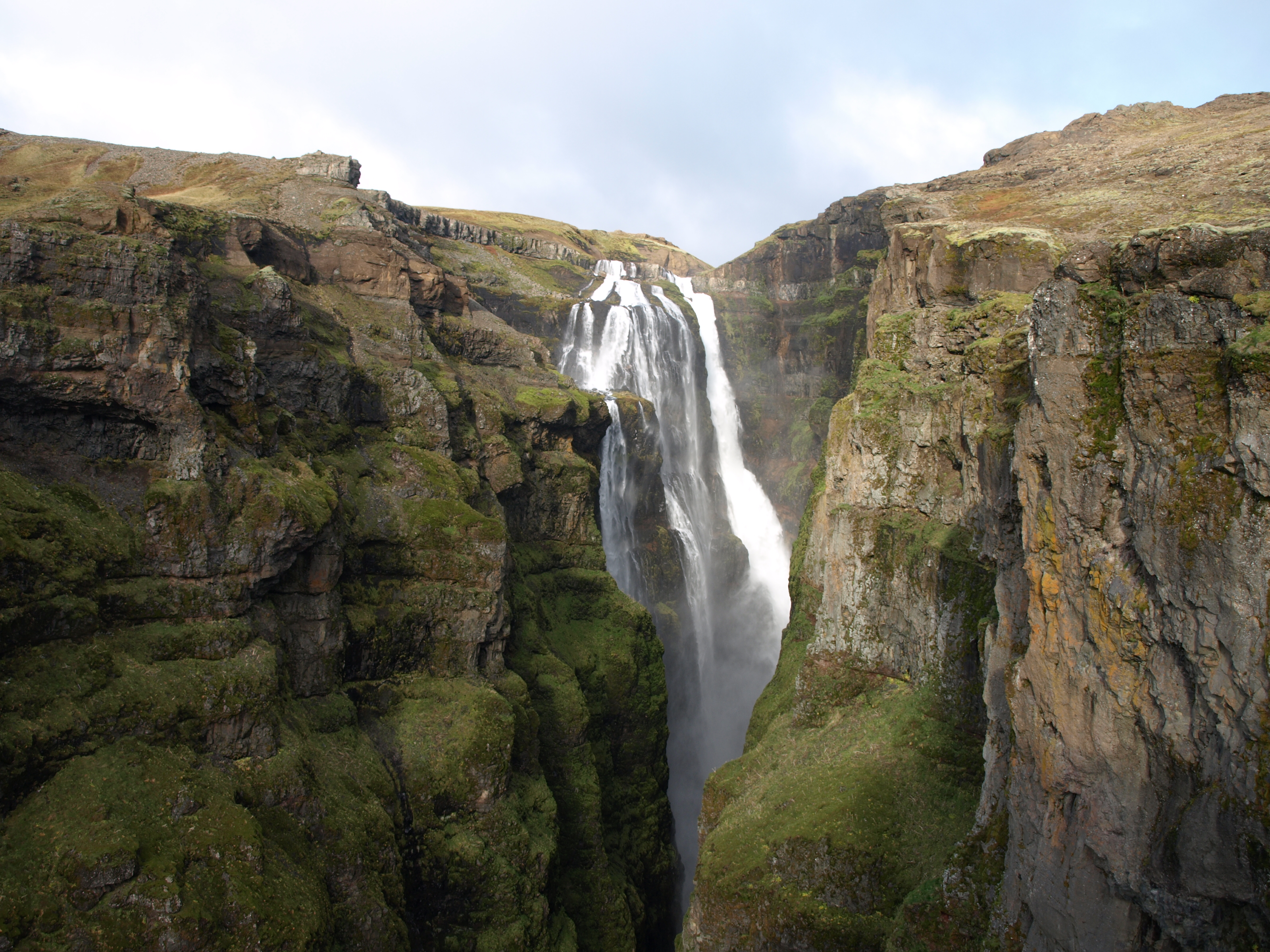
アイスランド西部のグリムル。

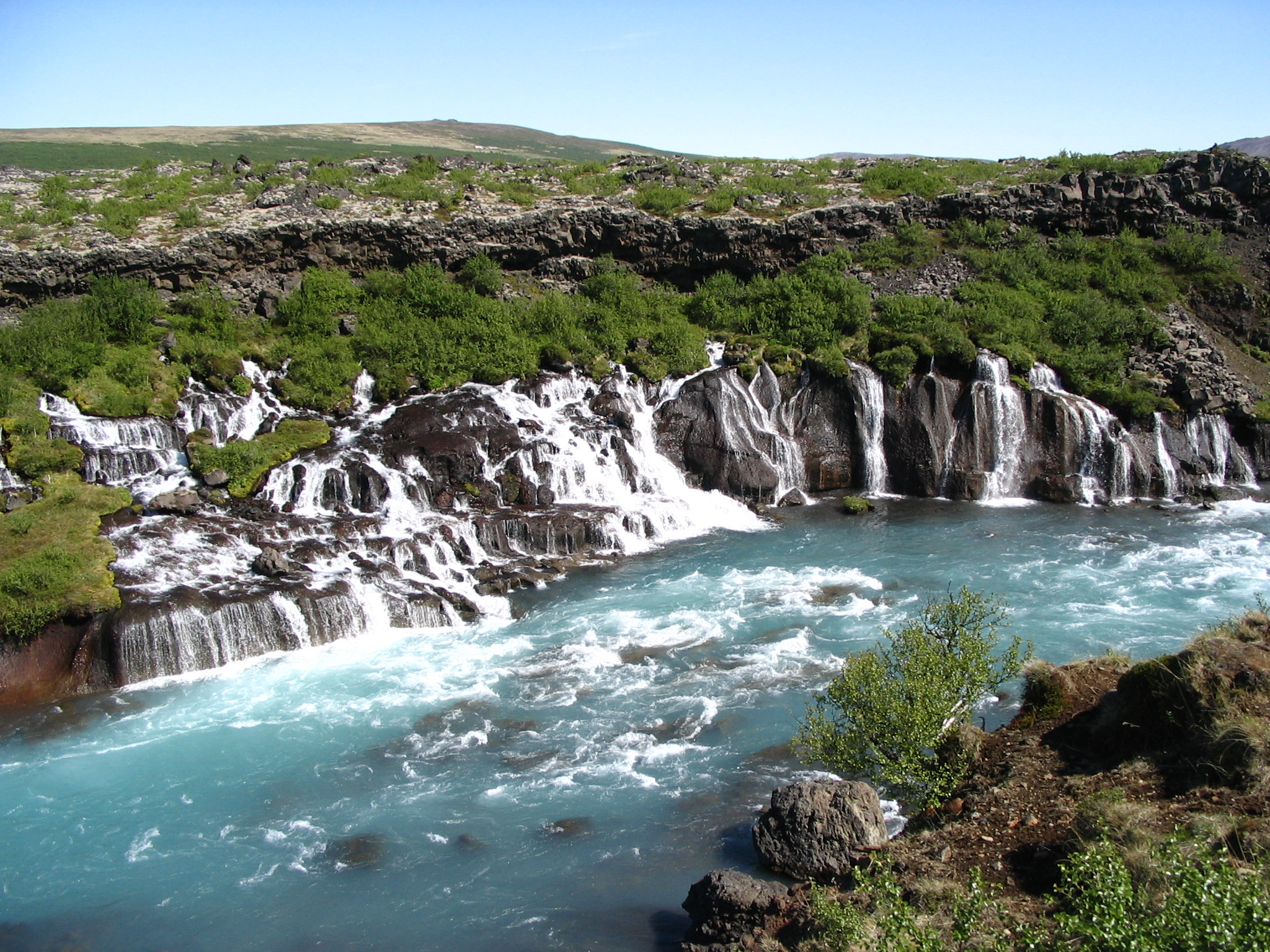
アイスランド西部のフロインフォッサル。

- Barnafossar - バルナフォッサル。「子供の滝」の意。北緯64度42分7秒 西経20度58分41秒 / 北緯64.70194度 西経20.97806度。クヴィートアゥ(en)川にある。
- Glymur - グリムル。北緯64度23分45秒 西経21度14分28秒 / 北緯64.39583度 西経21.24111度。クヴァールフィヨルズル(en)の地域にある。高さ198mで、ヨーロッパで最も高い滝の1つであるといわれている。
- Hraunfossar - フロインフォッサル。「溶岩の滝」の意。北緯64度42分7秒 西経20度58分41秒 / 北緯64.70194度 西経20.97806度。樺の森にあり、バルナフォッサルからは目と鼻の先にある。
- Kirkjufellsfoss - キルキュフェトルフォス。スナイフェルスネス半島にある。

## 西部フィヨルド
- Dynjandi - ディンヤンディ。フィヤトルフォス (Fjallfoss) とも。北緯65度44分10秒 西経23度11分59秒 / 北緯65.7361111111度 西経23.1997222222度。

## 東部
- Hengifoss - ヘインギフォス。北緯65度05分39秒 西経14度53分29秒 / 北緯65.09417度 西経14.89139度。